# Seleção Salvadorenha de Rugby Union
A Seleção Salvadorenha de Rugby Union é a equipe que representa El Salvador em competições internacionais de Rugby Union. 